# EUROAVIA
EUROAVIA is de Europese studievereniging voor lucht- en ruimtevaart geïnteresseerde studenten. EUROAVIA heeft vestigingen in 31 steden verspreid over 17 landen in heel Europa.

## Geschiedenis
De wortels van EUROAVIA liggen in de studies van onder andere aerospace engineering en space engineering.
EUROAVIA is opgericht in 1959 en is een vereniging onder de Nederlandse wet. Tegenwoordig bestaat EUROAVIA uit 31 lokale afdelingen in 17 Europese landen, met ongeveer 1.300 leden in totaal. 
In 1956, in Aken, besefte een groep studenten dat de lucht- en ruimtevaartindustrie instabiel was door het gebrek aan samenwerking tussen de grote economische machten. De oplossing, die werd gevonden door studenten uit Duitsland, Frankrijk en Nederland, werd beschreven als "Een goede samenwerking tussen de lucht- en ruimtevaartindustrie in de verschillende landen, hetgeen kan resulteren in een machtige industrie". Vervolgens formuleerde de groep een visie: door alle Europese lucht- en ruimtevaartstudenten te verenigen zou deze Europese samenwerking bereikt kunnen worden. Een actieve correspondentie volgde tussen luchtvaarttechniekdocenten uit België, Frankrijk en Nederland.
Ondanks dat de docenten gevraagd werd om de studenten te informeren omtrent de intentie om een Europese vereniging op te richten, reageren alleen studenten uit Parijs en Delft. In de eerste helft van 1958 had de groep van Aken veertien gemotiveerde en actieve studenten verzameld. Persoonlijke contacten werden gelegd met het bezoek van een Nederlandse en een Franse studenten. Nieuwe contacten werden gelegd met bezoeken aan Frankrijk, Italië en Nederland. 
Gedurende een van deze vergaderingen werd een voorlopig comité opgericht. Haar taak was het opstellen van de voorlopige fundamenten van de geplande vereniging EUROAVIA. Tussen 22 en 28 september 1958 discussieerden afgevaardigden uit Aken, Delft, Parijs en de universiteit van Pisa over de doelen en organisatie van EUROAVIA. Dit resulteerde in de oprichtingsbijeenkomst van EUROAVIA in Aken van 9 tot 17 maart 1959. Bij de oprichtingsbijeenkomst waren dertig studenten aanwezig van tien universiteiten uit vier landen (Aken, Berlijn, Braunschweig, Delft, E.N.S.A. Parijs, E.N.I.C.A. Parijs, Milaan, Pisa, Stuttgart en Turijn). De statuten werden gepresenteerd en goedgekeurd op maandag 16 maart 1959. De officiële oprichting van EUORAVIA vond plaats op 1 mei 1959.
De studenten die aanwezig waren bij de oprichtingsbijeenkomst vormden het internationale bestuur. Jean Roeder werd de eerste voorzitter van EUROAVIA. Het doel van het internationale bestuur was om contact te leggen tussen de industrieën en het publiek en de doelen van EUROAVIA naar andere landen te verspreiden.

## Doelstellingen
De doelstellingen van EUROAVIA zijn het versterken van de banden tussen de studenten en de lucht- en ruimtevaartindustrie maar ook het stimuleren van de uitwisselingen tussen de verschillende Europese culturen. Daarnaast stelt de vereniging zich als doel het potentieel van lucht- en ruimtevaartstudententen bij de bedrijven bekender te maken, waarbij het studenten op een internationaal niveau vertegenwoordigt. 

## Activiteiten
Gedurende het jaar organiseren de zogenaamde Affiliated Societies en internationale commissies verscheidene activiteiten, zowel op lokaal als internationaal vlak, waaronder:
- Workshops
- Lezingen
- Feesten en andere lokale activiteiten
- Symposia
- Fly-ins (uitwisselingen georganiseerd door Affiliated Societies met workshops, bedrijfsbezoeken, sociale activiteiten, culturele activiteiten, feesten, en dergelijke voor leden van andere Affiliated Societies)
- Excursies naar bedrijven, lucht- en ruimtevaart onderzoekscentra, militaire bases, airshows et cetera.
- Design Workshop (teams van Europese studenten die drie weken lang kosteloos een luchtvaart- of ruimtevaartproject ontwerpen onder begeleiding van een luchtvaart-/ruimtevaartbedrijf)

## EUROAVIA-verenigingen

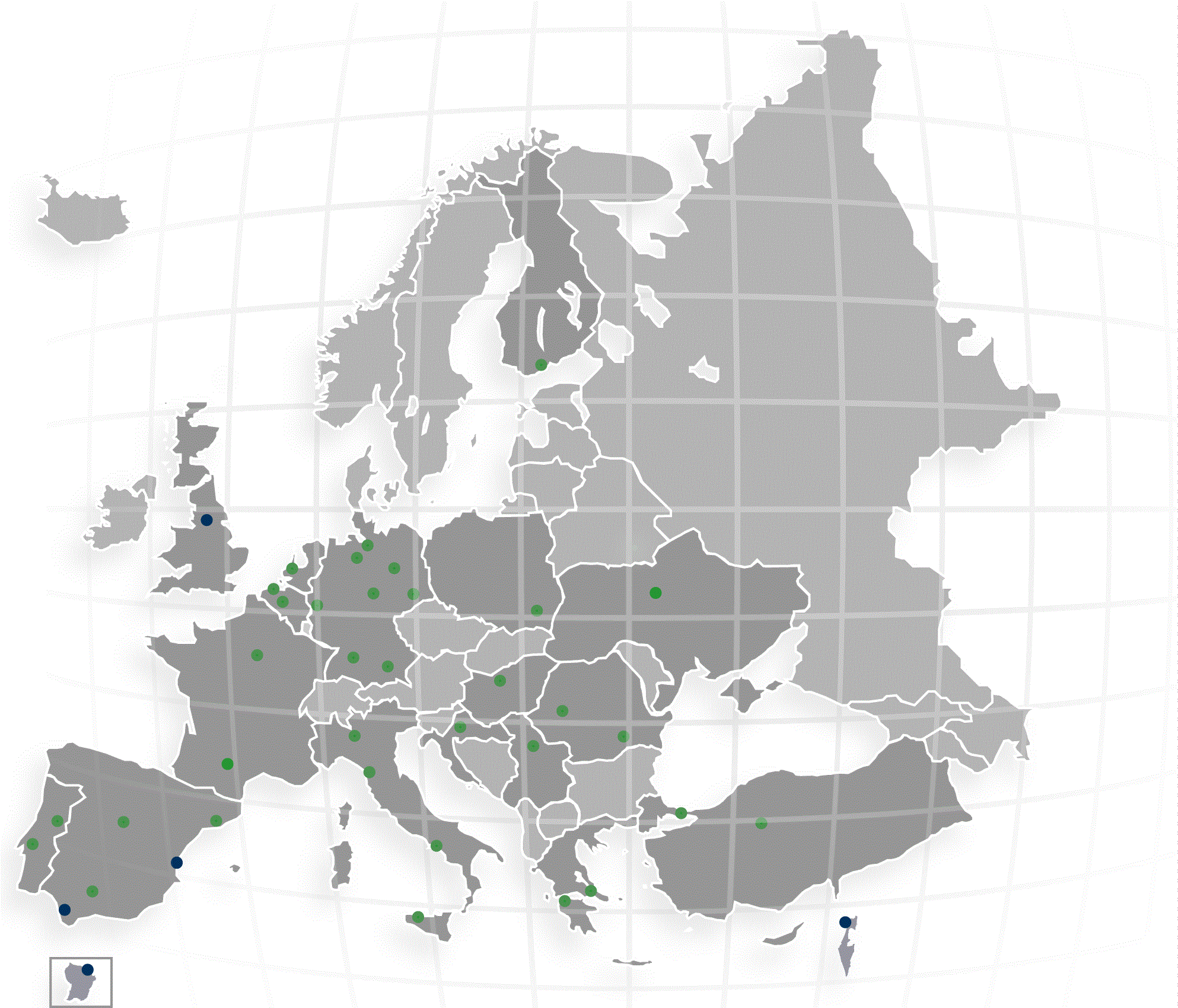
Countries and Cities with Local Groups

De 31 lokale groepen in 17 Europese landen handelen onafhankelijk van elkaar op lokaal niveau en zijn gerelateerd aan de lokale universiteit.
De lokale groepen bestaan in Aken, Ankara, Athene, Belgrado, Braunschweig, Bremen, Boekarest, Boedapest, Delft, Dresden, Hamburg, Helsinki, Istanboel, Kiev, Leuven, Oostende, Lissabon, Milaan, München, Napels, Palermo, Parijs, Patras, Pisa, Rzeszów, Sevilla, Stuttgart, Terrassa, Turijn en Zagreb.
De lokale groepen in Cluj-Napoca en Covilha hebben momenteel de status Prospected Affiliated Society, hetgeen betekent dat zij in het proces zijn een lokale groep te worden.
| Land        | Universiteit |
| ----------- | --- |
| België      | Katholieke Universiteit Leuven, Katholieke Hogeschool Vives |
| Duitsland   | RWTH Aachen, Technische Universiteit Braunschweig, University of Applied Sciences Bremen, Technische Universiteit Dresden, Technische Universiteit Hamburg Technische Universiteit München, Universiteit van Stuttgart |
| Finland     | Technische Universiteit Helsinki |
| Frankrijk   | EPF - École d'ingénieurs |
| Griekenland | Nationale Technische Universiteit van Athene, Universiteit van Patras |
| Hongarije   | Universiteit voor Technologie en Economie Boedapest |
| Italië      | Politecnico di Milano, Universiteit van Napols, Universiteit van Palermo, Universiteit van Pisa, Polytechnische Universiteit van Turijn                                                                                |
| Kroatië     | Universiteit van Zagreb |
| Nederland   | TU Delft |
| Oekraïne    | Kiev Polytechnisch Instituut |
| Polen       | Technische Universiteit Rzeszów |
| Portugal    | Technische Universiteit van Lissabon, Universiteit van Beira Interior |
| Roemenië    | Polytechnische Universiteit van Boekarest, Technische Universiteit van Cluj-Napoca |
| Servië      | Universiteit van Belgrado |
| Spanje      | Polytechnische Universiteit van Catalonia, Universiteit van Sevilla |
| Turkije     | Technische Universiteit Istanboel, Middle East Technical University, |

Voormalige lokale groepen zijn Berlijn, Londen, Southampton, Haarlem, Stockholm, Wenen, Haifa, Warschau, Madrid en Toulouse.